# 3D Space Tank
3D Space Tank, connu sous le nom de X-Returns (エックス リターンズ) au Japon et de X-Scape en Amérique du Nord, est un jeu vidéo de tir à la première personne développé par Q-Games et édité par Nintendo. Il est sorti sur Nintendo DSi en 2010. Il fait suite à X, sorti en 1992 sur Game Boy.